# FV Blau-Weiß Stahl Freital
Der FV Blau-Weiß Stahl Freital war ein Fußballverein in der sächsischen Industriestadt Freital.

## Sport im Schatten Dresdens
Obwohl Freital fast 40.000 Einwohner hat und lange Zeit Stadtkreis und Kreisstadt war, konnte sich dort nie Spitzensport entwickeln, zu nahe ist die Metropole Dresden mit ihren großen Sportvereinen. Zu DDR-Zeiten waren die großen Dresdner Sportstätten wie das Heinz-Steyer-Stadion und das Rudolf-Harbig-Stadion von Freital aus mit der Straßenbahn zu erreichen. So war es für talentierte Sportler leicht, Karriere beim SC Einheit oder bei Dynamo Dresden zu machen. Trotzdem gab es auch in Freital Sportvereine und Sportgemeinschaften, deren Bekanntheitsgrad und Erfolgsmeldungen aber in der Regel nicht über die nähere Region hinausgingen. Ausnahmen waren die Judoka der BSG Wismut, die u. a. 1954 die gesamtdeutsche Mannschaftsmeisterschaft gewannen, und die Fußballmannschaft der BSG Stahl Freital, die in den Jahren 1953 bis 1955 und 1962/63 überregional auf sich aufmerksam machte.

## Freitaler Fußball in der DDR

Historisches Logo der BSG Stahl Freital

In Ostdeutschland musste sich nach dem Zweiten Weltkrieg der Sport völlig neu organisieren, da nach der Direktive Nr. 23 des Alliierten Kontrollrats der Besatzungsmächte alle Sportvereine verboten worden waren. Zunächst durften nur locker organisierte Sportgemeinschaften auf Kreisebene Sportwettkämpfe austragen. In Freital begann 1946 eine Fußballmannschaft unter der Bezeichnung SG Einheit Freital-Ost, sich an den Spielen der Bezirksklasse Dresden zu beteiligen. In der Saison 1948/49 wurde die Mannschaft nur noch unter SG Freital-Ost geführt. Nach der 1949/50 erfolgten Einführung des Systems der Betriebssportgemeinschaften wurde in Freital unter der Trägerschaft des Edelstahlwerkes „8. Mai 1945“ am 10. Januar 1949 die Betriebssportgemeinschaft (BSG) Stahl Freital gegründet. Sie gehörte 1952 zu den Gründungsgemeinschaften der neu eingerichteten drittklassigen Bezirksliga Dresden.
Gleich in der ersten Saison gewann die BSG Stahl die Bezirksmeisterschaft und qualifizierte sich mit einem 2. Platz in der Aufstiegsrunde für die DDR-Liga. Bei der schweren Konkurrenz mit Mannschaften wie den Ex-Oberligisten Wismut Gera, Turbine Weimar, Motor Oberschöneweide und Motor Altenburg war der 12. Platz und damit der Klassenerhalt durchaus als Erfolg zu verzeichnen. Zu den Spitzenspielen kamen bis zu 5000 Zuschauer auf den Freitaler Sportplatz „Am Burgwartsberg“. In der folgenden Saison 1954/55 musste für den Klassenerhalt mindestens ein 5. Platz erreicht werden, da die DDR-Liga von drei auf eine Staffel reduziert wurde. Freital landete nur auf Platz 6 und musste in die inzwischen als 3. Spielklasse eingerichtete II. DDR-Liga absteigen. Dort wurde die Mannschaft innerhalb einer Saison in die Bezirksliga durchgereicht. Nach sofortigem Aufstieg und einem weiteren Jahr in der II. DDR-Liga 1958 verblieb die Mannschaft von 1959 bis 1986 in der Bezirksliga, dann führte ein weiterer Abstieg in die Bezirksklasse. Nach dem Wiederaufstieg 1988 verblieb Stahl Freital bis zum Ende des DDR-Fußballbetriebes 1990 in der Bezirksliga.
1962 gewann die BSG Stahl den Fußball-Bezirkspokal nach drei Endspielen gegen Turbine Großenhain (5:5, 0:0 und 8:4) und qualifizierte sich damit für den DDR-Pokalwettbewerb 1962/63. Die Freitaler gelangten bis in die 2. Runde, unterlagen dort aber zuhause dem Zweitligisten Motor West Karl-Marx-Stadt mit 1:2.
Ligenübersicht:
- Bezirksklasse: 1946–1952, 1986–1988
- Bezirksliga: 1952/53, 1959–1986, 1989–1991
- DDR-Liga: 1953–1955
- II. DDR-Liga: 1956, 1958

## Fußballverein Blau-Weiß Stahl
Nach der politischen Wende von 1989 entfiel die Förderung der BSG durch das Stahlwerk, es mussten neue Strukturen gefunden werden. Anstelle der Fußballsektion der BSG Stahl wurde der Fußballverein Blau-Weiß Stahl Freital gegründet. Die 1. Männermannschaft startete in der Saison 1991/92 in der zu dieser Zeit fünftklassigen Bezirksliga Dresden, musste aber als 12. und Drittletzter in die Bezirksklasse absteigen. Danach gab es ein ständiges Hin und Her zwischen Bezirksklasse und Bezirksliga, ehe ab 2002 ein sicherer Platz in der Bezirksliga gehalten werden konnte. Durch die Einführung der eingleisigen 3. Liga in der Saison 2008/09 spielte der Verein demnach in der 7. deutschen Liga. Im Sachsenpokal 2018/19 schaffte es der Verein bis in das Achtelfinale, ehe er gegen den FSV Budissa Bautzen (Regionalliga Nordost) mit 1:7 ausschied.
Zum 1. Juli 2020 ging der FV Blau-Weiß Stahl Freital gemeinsam mit der SG Motor Freital im Hainsberger SV auf, der sich in Sportclub Freital umbenannte. Die erste Männermannschaft der Fußballabteilung des Hainsberger SV war zuvor in die Sachsenliga aufgestiegen.

## Personen
Mehrere DDR-Oberligaspieler begannen oder beendeten bei der BSG Stahl Freital ihre Karriere:
- Horst Beulig kam 1954 nach 44 Oberligaspielen von Dynamo Dresden
- Günter Engelstädter kam nach 56 Oberligaspielen 1955 von Einheit Dresden
- Wolfgang Oeser ging 1956 zu Dynamo Dresden und absolvierte dort 73 Oberligaspiele
- Arnulf Pahlitzsch kam 1955 vom SC Lok Leipzig (22 Oberligaspiele) und ging 1957 zu Dynamo Dresden (38 Oberligaspiele)

Folgende Spieler spielten später in der 1. oder 2. Bundesliga:
- Daniel Rosin (* 1980), Defensiv: FV Blau-Weiß → … → Alemannia Aachen (2. BL) → Wacker Burghausen (2. BL) → 1. FC Magdeburg  → RB Leipzig (RL)
- Tom Starke (* 1981), Torhüter: FV Blau-Weiß → … → Bayer 04 Leverkusen (1. BL) → … → MSV Duisburg (1./2. BL) → TSG Hoffenheim (1. BL) → Bayern München (1. BL)
- Ronald Schmidt (* 1977), Defensiv: FV Blau-Weiß → … → Wacker Burghausen (2. BL)
- Nico Däbritz (* 1971), Offensiv: FV Blau-Weiß → … → VfB Leipzig (2. BL) → Hannover 96 (2. BL) → SV Babelsberg 03 → Dynamo Dresden (RL)
- Rico Glaubitz (* 1973), Offensiv: FV Blau-Weiß → … → FSV Zwickau (2. BL)

Trainer mit überregionalem Bekanntheitsgrad:
- Lothar Müller – 188 Spiele für Einheit Dresden (DDR-Oberliga)
- Horst Rau – 82 Spiele für SG Dynamo Dresden (DDR-Oberliga)
- Rainer Sachse – 82 Spiele für SG Dynamo Dresden und Stahl Riesa (DDR-Oberliga)